# میسیرلو
« میسیرلو » (به انگلیسی: Misirlou) ترانه‌ای سنتی از مناطق شرق مدیترانه است که ریشه هایی مصری، ایرانی، و یونانی دارد. این قطعه در ایالات متحده آمریکا بسیار مشهور است. محمد نوری ترانه ای وطن از آلبوم آوازهای سرزمین خورشید را بر مبنای این ملودی تنظیم و اجرا کرده است .